# HD 75289 b
HD 75289 b是一顆位於船帆座的太陽系外行星，母恆星是HD 75289。該行星的質量下限是木星的一半，並且軌道極為接近圓形，公轉週期3.5日。藉著對該行星的母恆星光度研究，科學家認為行星的反照率一定低於0.12，否則以該行星是氣體巨行星的狀況，它的反射光會被偵測到。
該行星是由日內瓦系外行星搜尋團隊以都卜勒光譜學方式偵測到。

## 外部連結
- The Extrasolar Planets Encyclopaedia（页面存档备份，存于）
- Extrasolar Visions